# Демократичний центр (Італія)

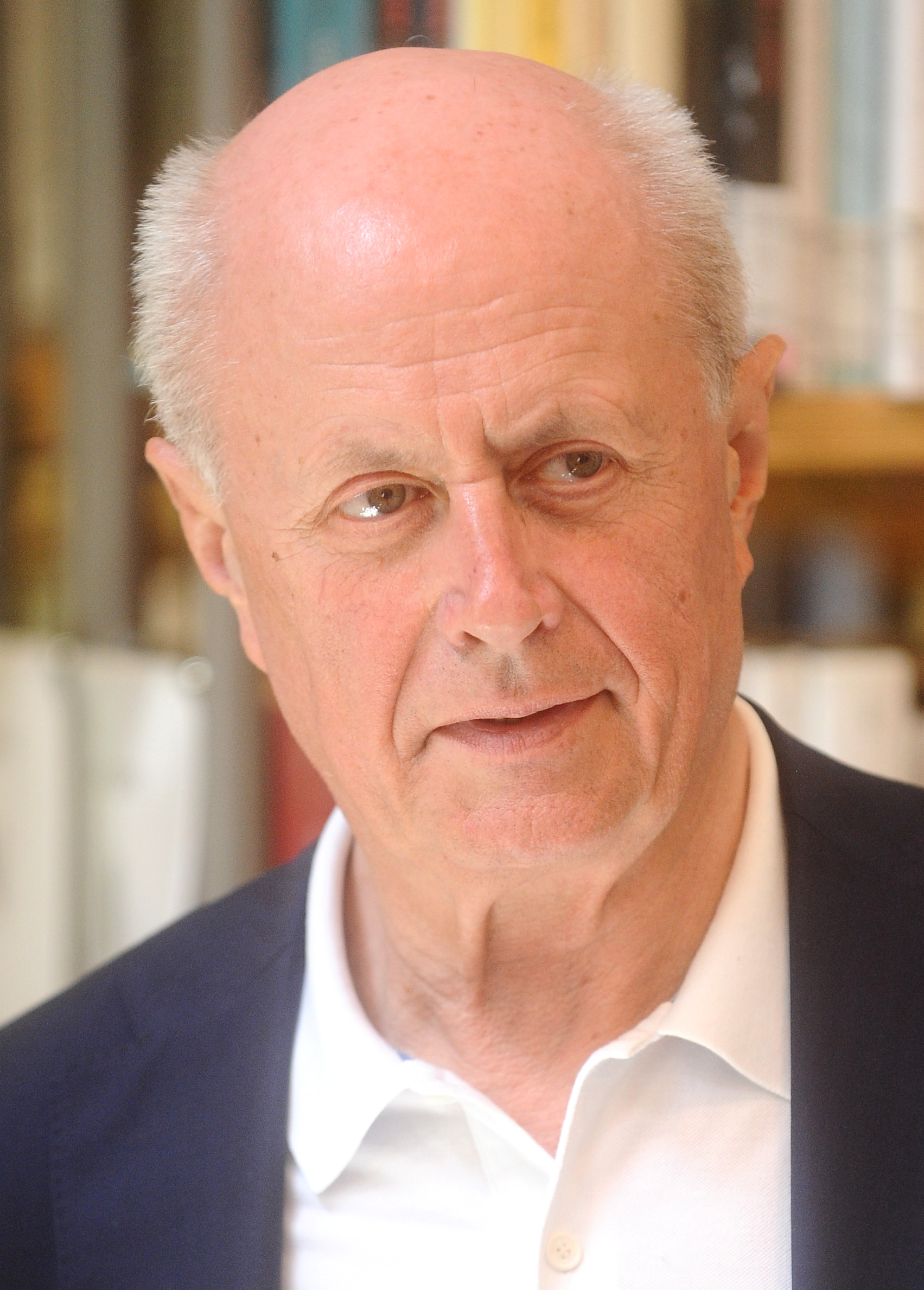
Лідер партії Бруно Табаччі.

Демократичний центр (італ. Centro Democratico, ДЦ) — центристська, християнська ліва  і соціал-ліберальна політична партія в Італії. Більшість його членів, включаючи лідера Бруно Табаччі, є колишніми християнськими демократами.
З моменту свого заснування ДЦ також була частиною лівоцентристської коаліції, зосередженої навколо Демократичної партії (ДП).
ДЦ, разом з італійськими радикалами та Forza Europa, був одним із засновників ліберальної партії Європа+ (Є+). Таким чином, вона опосередковано була членом Партії Альянсу лібералів і демократів за Європу на рівні Європейського Союзу. Після виборів до Європейського парламенту в 2014 році ДЦ встановила партнерство з партією АЛіДЗЄ.

## Історія

### Фонд і загальні вибори 2013 року
Партія була створена 28 грудня 2012 року як виборчий список і відразу приєдналася до «Italia. Bene Comune» лівоцентристської коаліції, сформованої для участі у загальних виборах 2013 року. Компакт-диск спочатку включав великі частини «Альянсу для Італії» (АДІ), очолюваного Франческо Рутеллі та Бруно Табаччі, і «Права і Свобода» (ПіС), відкололася від «Італійської групи цінностей» (ІГЦ) на чолі з Массімо Донаді. Що стосується АДІ, то більшість провідних членів і діючих депутатів партії приєдналися до ДЦ, з Табаччі як їхнім лідером, тоді як Рутеллі вирішив не бути кандидатом і пішов з активної політики.
Табаччі брав участь у лівоцентристських первинних виборах 2012 року, де отримав лише 1,4% голосів. Після поразки Табаччі підтримав переможця П'єра Луїджі Берсані з «Демократичної партії» (ДП). На загальних виборах ДЦ набрала 0,5% голосів як у Палаті депутатів, так і в Сенаті , повернувши шість депутатів ( Франко Бруно, Роберто Капеллі, Анієло Формізано, Кармело Ло Монте, Піно Пісіккіо та Табаччі). У підсумку партія була сильнішою в Базилікаті (4,4%), Калабрії (2,0%)  та Апулії (1,5%). На наступних регіональних виборах у Базилікаті спільний список ДЦ — United Populars  набрав 5,0% голосів ,а колишній лідер ІдВ Нікола Бенедетто  був переобраний до регіональної ради.

### Вибори до Європарламенту 2019, альянси та розколи
Для виборів до Європейського парламенту 2014 року ДЦ сформував, разом із «Громадянським вибором» (Гв) і «Актом зупинити занепад» (АЗЗ), «Європейським вибором» (Єв), виборчий список на підтримку партії «Альянс лібералів і демократів за Європу», включаючи також «Італійська ліберальна партія» (ІЛП), «Італійська республіканська партія» (ІРП), «Ліберально-демократичний альянс для Італії» (ЛЛАдІ), «Консерватори та соціальні реформатори» (КтСР), «Європейська федералістська партія» (ЄФП) та інші незначні рухи. Список, головним кандидатом якого на Півдні був Табаччі , отримав лише 0,7% голосів і не зміг повернути жодного депутата Європарламенту.
У червні 2014 року Пісіккіо, віце-президент партії, залишив партію через розбіжності з Табаччі. У жовтні також інший віце-президент, Формізано, залишив ДЦ і повернувся до ІЦ. Станом на кінець 2014 року з шести депутатів, обраних ДУ у 2013 році, лише двоє (Табаччі та Капеллі) все ще були активними в партії (Бруно залишався лояльним до АЗІ весь час і ніколи не приєднувався до Дц, тоді як Ло Монте опинився в  «Італійській соціалістичній партії»).
У листопаді 2014 року ДЦ сформував спільну групу з «Solidary Democracy» (DemoS), аналогічною групою, сформованою відколами від SC, а пізніше «Populars for Italy» (PpI), очолюваними Лоренцо Деллаї та Андреа Оліверо. Раніше того ж року партія утворила різні центристські альянси з DemoS, SC,«Союзом центру» (СЦ)  та/або Reality Italy . на регіональних виборах 2014 та 2015 років (у Кампанії було обрано двох регіональних радників).
Наприкінці 2015 року Доменіко Россі, генерал у відставці, і заступник міністра оборони (в уряді Ренці, а пізніше і в уряді Джентілоні ), приєднався до ДЦ. У січні 2017 року Маріо Катанія, колишній міністр сільського господарства, став четвертим заступником партії.
На місцевих виборах 2017 року партія виставила списки в кількох місцях, отримавши відмінні результати в Торре-Аннунціата, Кампанія (12,7%)  і Паола, Калабрія (4,6%).

## Об'єднання з Європою+ та загальні вибори 2018
У січні 2018 року ДЦ  та приєдналася до «Є+» (Є+), ліберального виборчого списку, раніше сформованого італійськими радикалами та Forza Europa, прагнучи стати частиною лівоцентристської коаліції на майбутніх загальних виборах 2018 року. Рішення, прийняте з технічних причин, полягало у відході ДЦ від альянсу з DemoS. Список набрав 2,6% голосів на виборах, не подолавши 3% бар'єру, але Табаччі було переобрано до палати в одномандатному окрузі в Мілані.
У січні 2019 року партія обрала Роберто Капеллі своїм секретарем  і брала участь у створенні Є+ як партії.
У вересні 2019 року Є+ вирішила не підтримувати новосформований Другий уряд Джузеппе Конте, незважаючи на спротив Табаччі та двох інших заступників від партії. Троє проголосували за в палаті депутатів, а Емма Боніно проти в сенаті. Отже, Табаччі вивів свій компакт-диск із Є+.
У січні 2020 року Маргерита Ребуффоні змінила Капеллі на посаді секретаря, тоді як Санза залишився віце-президентом.
У листопаді 2021 року Табаччі сформував спільну підгрупу в змішаній групі Палати разом з іншими трьома депутатами, двоє з яких обрані італійцями за кордоном. Згодом підгрупа отримала назву «Демократичний центр – італійці в Європі». Пізніше до підгрупи приєдналися кілька незалежних депутатів, і в період її розквіту вона включала 15 членів, переважно колишніх членів Руху п’яти зірок. ДЦ також сприяв формуванню нової групи в Сенаті під назвою «Європеїсти», повна назва якої була «Європеїсти — MAIE — Демократичний центр», і сенатор Грегоріо де Фалько ненадовго приєднався до партії. У червні 2022 року CD виступив спонсором формування сенатської групи Луїджі Ді Майо «Разом заради майбутнього».

## Загальні вибори 2022 та трансформація в альянс
1 серпня, у зв'язку з майбутніми виборами, Разом заради майбутнього разом з ДЦ створили політичний альянс Громадянська відданість, до якої пізніше приєдналась ще Італійська республіканська партія.
На загальних виборах Громадянська відданість буде брати участь у складі Лівоцентристської коаліції, разом з Демократичною партією, Європою+ та Зеленим альянсом.
Альянс лівоцентристів — союз із розрахунку, аби не допустити приходу ультраправого уряду на чолі з партіями Маттео Сальвіні «Ліга Півночі», Сільвіо Берлусконі «Вперед, Італіє» та Джорджії Мелоні «Брати Італії». Партії сильно розходяться у своїх програмах.

## Результати виборів

### Італійський парламент
| Палата депутатів Італії |                                    |      |                     |     |                |
| Рік виборів             | Голосів                            | %    | Кількість депутатів | +/– | Лідер          |
| 2013                    | 167 170 (№11)                      | 0,49 | 6 / 630             | –   | Бруно Табаччі  |
| 2018                    | у складі «Європа+»                 | 2.55 | 1 / 630             | ▼ 5 | Бруно Табаччі  |
| 2022                    | у складі «Громадянська відданість» | —    | 0 / 400             | –   | Луїджі Ді Майо |

| Сенат Італії |                                    |      |                     |     |                |
| Рік виборів  | Голосів                            | %    | Кількість депутатів | +/– | Лідер          |
| 2013         | 163 427 (№11)                      | 0,53 | 0 / 315             | –   | Бруно Табаччі  |
| 2018         | у складі «Європа+»                 | 2.36 | 0 / 315             | ▬   | Бруно Табаччі  |
| 2022         | у складі «Громадянська відданість» | —    | 0 / 200             | –   | Луїджі Ді Майо |

### Європейський парламент
| Європейський парламент |                               |      |                     |     |               |
| Рік виборів            | Голосів                       | %    | Кількість депутатів | +/– | Лідер         |
| 2014                   | у складі «Європейський вибір» | 0,72 | 0 / 73              | –   | Бруно Табаччі |

## Лідерство
- Президент: Бруно Табаччі (2013–дотепер)
- Віце-президент: Піно Пісіккіо (2013–2014), Аньєлло Формізано (2013–2014), Анджело Санза (2015–тепер), Елена Торрі (2015–2020)
- Секретар: Роберто Капеллі (2019–2020), Маргерита Ребуффоні (2020–дотепер)
- Голова політичного бюро: Анджело Санза (2013–2015), Карло Романо (2015–дотепер)
- Координатор: Піно Біккіеллі (2013–2015), Мауріціо Бертуччі (2015), Карло Романо (2015–тепер)
- Прес-секретар: Вільма Маццокко (2013)

## Символи

2012–2015 роки2012–2015 роки
2015–по теперішній час